# Faʻafafine
Faʻafafine – trzecia płeć specyficzna dla kultury samoańskiej.
Faʻafafine to z biologicznego punktu widzenia mężczyźni, którzy czują się kobietami. Ich rodzice rozpoznają te skłonności już we wczesnym dzieciństwie i wychowują swoich synów jak dziewczynki, albo raczej jak przedstawicieli trzeciej płci. Dorastają oni jako tzw. faʻafafine, których rola płciowa różni się od roli płci męskiej i żeńskiej i z tego powodu spełniają inną rolę niż mężczyźni i kobiety. To zjawisko jest w pełni akceptowane w tradycyjnym samoańskim społeczeństwie faʻasamoa.
Słowo faʻafafine zawiera kauzatywny prefiks „faʻa”, oznaczający „na sposób” i słowo fafine, oznaczające „kobietę”. Z lingwistycznego punktu widzenia słowo to jest spokrewnione z innymi słowami o podłożu polinezyjskim, np. z fakafefine (także fakaleiti) w języku tonga, z maoryskim whakawahine, z określeniem akavaʻine z maoryskiego Wysp Cooka czy też z hawajskim mahu. Samoańskie słowo slangowe mala (czy „zniszczenie”, ang. devastation, występujące w tłumaczeniu samoańskiej Biblii) jest używane rzadziej niż określenie faʻafafine.

## Rola faʻafafine w społeczeństwie
Faʻafafine to osoby znane ze swojej pracowitości i poświęcenia dla rodziny, zgodnie z samoańską tradycją tautua. Samoańska czy też polinezyjska rodzina różni się od rodzin z Zachodu w znacznym stopniu. W skład rodziny wchodzą wszyscy członkowie rodzin mieszkających we wspólnocie w obrębie systemu rodzinnego faʻamatai.
Faʻafafine odbywają stosunki płciowe zarówno z mężczyznami, kobietami oraz innymi osobami trzeciej płci. Początkowo, stosunki płciowe z kobietami oraz zawieranie związków małżeńskich było bardzo popularne wśród osobników trzeciej płci, jednakże wraz z ciągle postępującym procesem westernizacji sytuacja ta może ulec zmianie.
Stosunek płciowy między faʻafine (trzecia płeć) i mężczyzną (tane), nie jest pojmowany jako stosunek między osobnikami tej samej płci, dlatego mieszkańcy wysp Samoa nie traktują faʻafafine jako homoseksualistów. Język angielski przybliża tylko oryginalne pojęcia i nie odzwierciedla kulturowych uwarunkowań płci.

## Faʻafafine współcześnie
Zachodni antropolodzy sugerują, że rodzice z wysp Samoa, którzy mają zbyt wiele synów i tylko kilka córek, celowo przebierają jednego z synów jako dziewczynkę i przydzielają mu obowiązki, z reguły typowe dla dziewczynek, np. sprzątanie. To tylko jeden z możliwych powodów dlaczego chłopiec może być zaklasyfikowany jako faʻafafine. Rodzice czy też sam syn podejmują taką decyzję kiedy rozpoznane zostają zachowania charakterystyczne dla płci przeciwnej. Zachodni monoteistyczny fundamentalizm, a także ruchy wyzwolenia LGBT wpłynęły na opinię na temat faʻafafine tworzoną globalnie i przez samych mieszkańców wysp Samoa.
Faʻafafine biorą udział w rozwoju współczesnej sztuki na Wyspach Pacyfiku i w Oceanii. Są także zaangażowani w pracę malarza i pisarza Dan Taulapapa McCallina, wspierają artystę i kustosza Shigeyuki Kihara, poetę i artystę Briana Fuatę, oraz projektantkę Lindah Lepou. Ostatnią wystawą rodzimych artystów LGBT łącznie z faʻafafine była wystawa „Le Vasa Art Exhibition 2006” w San Francisco. Kolejne to wystawy „Measina Fa'afafine Art Exhibition w Auckland” w 2007 roku oraz „Hand in Hand Art Exhibition” w Sydney.
Nowa Zelandia emitowała serial bro’Town, w którym główną rolę zagrał faʻafafine – Brother Ken, dyrektor szkoły oraz przyjaciel wielu znanych osobistości z Nowej Zelandii. Brother Ken pojawia się w prawie każdym odcinku we wszystkich pięciu sezonach.
Pisarz z Wysp Samoa Sia Figiel napisał książkę Where We Once Belonged o faʻafafine Sugar Shirley, znanej ze swoich wyczynów na boisku rugby.